# Popis hrvatskih veleposlanika u Egiptu
Republika Hrvatska i Arapska Republika Egipat održavaju diplomatske odnose od 1. listopada 1992. Sjedište veleposlanstva je u Kairu.

## Veleposlanici
Veleposlanstvo Republike Hrvatske u Arapskoj Republici Egipat osnovano je odlukom predsjednika Republike od 18. siječnja 1993.
| Veleposlanik     | Postavljenje        | Opoziv              | Sjedište |
| ---------------- | ------------------- | ------------------- | -------- |
| Daniel Bučan     | 22. travnja 1993.   | 1. kolovoza 1998.   | Kairo    |
| Drago Štambuk    | 1. rujna 1998.      | 31. listopada 2000. | Kairo    |
| Ivica Tomić      | 28. rujna 2001.     | 14. studenoga 2005. | Kairo    |
| Dražen Margeta   | 15. studenoga 2005. | 31. prosinca 2010.  | Kairo    |
| Darko Javorski   | 14. veljače 2011.   | 30. lipnja 2017.    | Kairo    |
| Tomislav Bošnjak | 13. kolovoza 2017.  |                     | Kairo    |

## Vanjske poveznice
- Egipat na stranici MVEP-a